# Gluconate de calcium
Le  gluconate de calcium est un composé organique de formule brute C12H22CaO14. C'est un sel calcique de l'acide gluconique.
Il est conseillé dans les cas d'exposition à l'acide fluorhydrique (HF). 
Il peut être sous forme liquide ou en gel.
Le pentahydroxyhexanoate de calcium est un additif alimentaire (E578) utilisé dans l'alimentation comme régulateur de l’acidité, affermissant, séquestrant et épaississant.

## Divers
Le gluconate de calcium fait partie de la liste des médicaments essentiels de l'Organisation mondiale de la santé (liste mise à jour en avril 2013).
En médecine il est utilisé dans le traitement de l’hypocalcémie et dans la prévention des arythmies en présence d’hyperkaliémie ou d’intoxication médicamenteuse. 
Il a une action de cardio-protection.
Il est également utilisé sous forme de gel pour traiter en urgence toute exposition cutanée d'une personne à l'acide fluorhydrique en raison de la réaction de ce dernier avec le calcium des os humains. En effet, dans le corps humain, l'acide fluorhydrique réagit avec les ions calcium et magnésium et provoque leur complexation, ce qui les rend inactifs et les sort de leur cycle biologique. Ces ions minéraux ne sont donc plus disponibles pour accomplir leurs rôles biologiques. La consultation d'un médecin est indispensable en cas d'exposition. 